# Рангулов, Араслан
Араслан Рангулов (баш. Арыслан Рангулов, Арыслан Рангул улы; ? - 29 апреля 1775 года, Уфимская тюрьма)  — участник Крестьянской войны (1773—1775) под предводительством Е. И. Пугачева (самозванца императора «Петра III»), повстанческий полковник.

## Биография
Родился в башкирской деревне Кынгазы Су-Таныпской волости Сибирской доруги (ныне село Кигазы, Аскинского района, Республики Башкортостан). Был выбран сотником данной деревни. К восставшим примкнул не позднее осени 1773 года.  В октябре 1773 — марте 1774 в составе главного войска Пугачёва участвовал в осаде Оренбурга. В ходе боев попал в плен. Находился под следствием в Яицкой комендантской канцелярии. По результатам дознаний был освобождён. Вновь примкнул к восставшим. Летом — осенью 1774 года отряд под командованием Рангулова участвовал в боях под Казанью, в районе Бирска и Ангасякского винокуренного
завода (Уфимская провинция). После поражения основных сил Пугачева под Царицыном, присоединился к войскам Салавата Юлаева и сражался против правительственных войск под командованием И. К. Рылеева. Вёл бои в верховьях реки Быстрый Танып. В конце 1774 года вновь попал в плен. В 1775 году находился под следствием в Казанской секретной комиссии. Подвергался допросам и пыткам. Весной 1775 года был отправлен в Уфимскую тюрьму для привлечения по делу Салавата Юлаева в качестве свидетеля. Умер в тюрьме 29 апреля 1775 года.